# Ellie Goulding
Ellie Goulding, właśc. Elena Jane Goulding (ur. 30 grudnia 1986 w Lyonshall) – brytyjska piosenkarka, kompozytorka i autorka tekstów. Jej kariera rozpoczęła się od momentu poznania producentów muzycznych Starsmith oraz Frankmusik, następnie została zauważona przez Jamiego Lillywhite’a, który po czasie stał się jej menadżerem oraz A&R. Po podpisaniu kontraktu z Polydor Records w lipcu 2009, Goulding pod koniec roku wydała swój pierwszy w karierze minialbum pt. „An Introduction to Ellie Goulding”.
W 2010 roku stała się drugą artystką, która znalazła się na szczycie corocznego plebiscytu BBC Sound of... W tym samym roku zdobyła nagrodę Critics’ Choice Award podczas Brit Awards. W tym samym roku wydała swój debiutancki album „Lights”, który zadebiutował na miejscu 1 listy UK Albums Chart z liczbą ponad 850,000 sprzedanych egzemplarzy w Wielkiej Brytanii. W listopadzie 2010, została wydana reedycja albumu pt. „Bright Lights”, która zawiera dwa nowe single, cover piosenki Eltona Johna pt. „Your Song”, który został wybrany do pierwszej reklamy świątecznej Johna Lewisa i osiągnął 2 pozycję na liście UK Singles Chart oraz „Lights”, który stał się jak dotąd najwyżej notowanym singlem Goulding na liście US Billboard Hot 100, osiągając 2. miejsce.
Drugi studyjny album Goulding „Halcyon” został wydany w październiku 2012 roku. Głównym singlem promującym wydawnictwo była piosenka „Anything Could Happen”, album promowały również single Figure 8 oraz Explosions. Płyta zadebiutowała na pozycji 2 listy UK Albums Chart aby po 65 tygodniach wspiąć się na pozycję 1. W notowaniu US Billboard 200 w Stanach Zjednoczonych Halcyon zadebiutował na pozycji 9.
Jak w przypadku debiutanckiej płyty Ellie Goulding, Halcyon doczekał się reedycji, która została wydana w sierpniu 2013 roku, nosząc nazwę Halcyon Days. Wydawnictwo promował singiel Burn, który stał się pierwszym w karierze piosenkarki numerem 1 w UK listy UK Singles Chart. Podczas Brit Awards 2014, otrzymała nagrodę w kategorii British Female Solo Artist.
W listopadzie 2015 roku, Goulding wydała swój trzeci album studyjny Delirium, którym głównym singlem była piosenka On My Mind. Album był promowany również utworami Army oraz Something in the Way You Move. Na płycie znaleźć można też singiel Love Me Like You Do, za którą wokalistka otrzymała swoją pierwszą nominację do nagród Grammy w 2015 roku w kategorii Best Pop Solo Performance.
W 2020 roku Ellie wydała swój czwarty album studyjny o nazwie Brightest Blue, stając się jej trzecim na szczycie UK Albums Chart i czwartym z rzędu albumem z certyfikatem RIAA. Głównym singlem promującym płytę była piosenka Worry About Me w duecie z amerykańskim raperem Blackbear. Premiera utworu została przyspieszona z powodu wycieku, który nastąpił na początku marca 2020. Album promowany był również dzięki singlom Power, Slow Grenade w duecie z Lauv oraz Love I’m Given.

## Historia

### Lata młodzieńcze
Ellie Goulding urodziła się w Lyonshall niedaleko Kington w Herefordshire. Jest drugim dzieckiem Tracey i Arthura Goulding. Gdy miała 5 lat, jej rodzice rozwiedli się. Ma dwie siostry i brata. W wieku 9 lat nauczyła się gry na klarnecie, a jako 15-latka sama nauczyła się gry na gitarze. Studiowała na University of Kent w Canterbury, gdzie dostrzeżono jej talent muzyczny. W rozpoczęciu kariery pomogli jej Frankmusic i Starsmith. Była supportem podczas koncertów Little Boots.
Otrzymała „Critics Choice Award” podczas gali Brit Awards 2010 oraz Sound of 2010 w BBC Sound of 2010, gdzie wygrała między innymi ze swoją przyjaciółką Mariną Diamandis. Przed wydaniem płyty pomogła w napisaniu piosenek dla Gabrielli Cilmi i Diany Vickers.

### 2009–2011: Lights

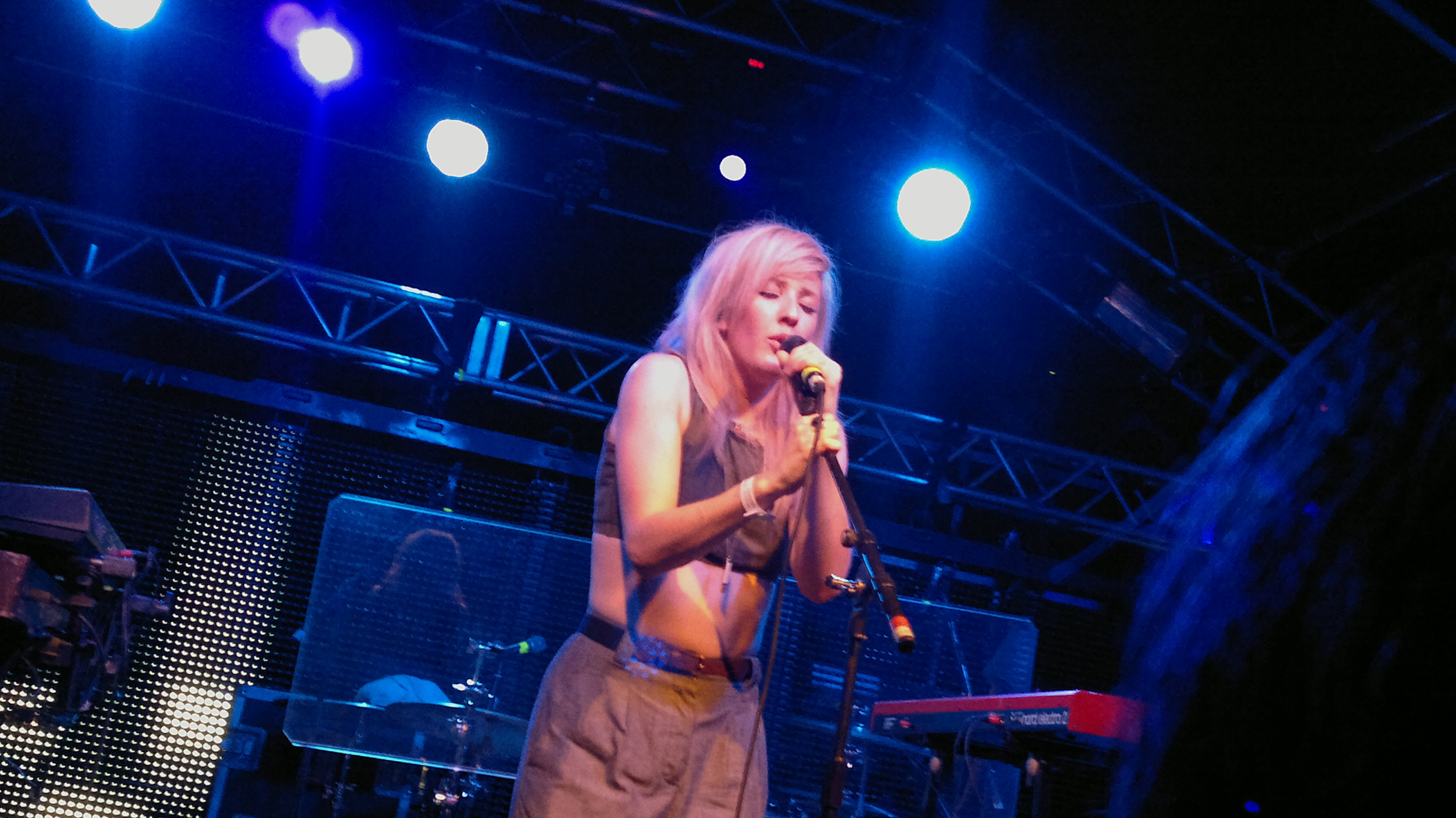
Ellie Goulding podczas występu na Nokia World we wrześniu 2010 roku.

We wrześniu 2009 Goulding podpisała kontrakt z wytwórnią Polydor Records i tuż potem wydała swój debiutancki utwór „Under The Sheets”, który nie zdobył wielkiej popularności i zajął w rodzimym kraju odległe 53. miejsce. Następnie ruszyła praca nad całym albumem. Nosi on nazwę Lights i ukazał się 26 lutego 2010. Drugim utworem promującym album był utwór „Starry Eyed”, który dostał się na 3. miejsce w Szkocji oraz na 4. w notowaniach w Wielkiej Brytanii i Irlandii. Trzecim utworem artystki było „Guns and Horses”, a czwartym „The Writer”. Piąty utwór z płyty – „Your Song” jest coverem piosenki Eltona Johna wydanej 40 lat wcześniej i osiągnął 2. pozycję na brytyjskiej liście. Szósty utwór o tym samym tytule co płyta, mimo braku awansu do czterdziestki w rodzimym kraju artystki, jest utworem, który osiągnął największy sukces. Jest to spowodowane sukcesem na innych listach przebojów w różnych krajach. Dostał się on na drugie miejsce w amerykańskim notowaniu Billboard Hot 100 i stał się numerem 1 między innymi w Polsce.

### 2012-2014: Halcyon

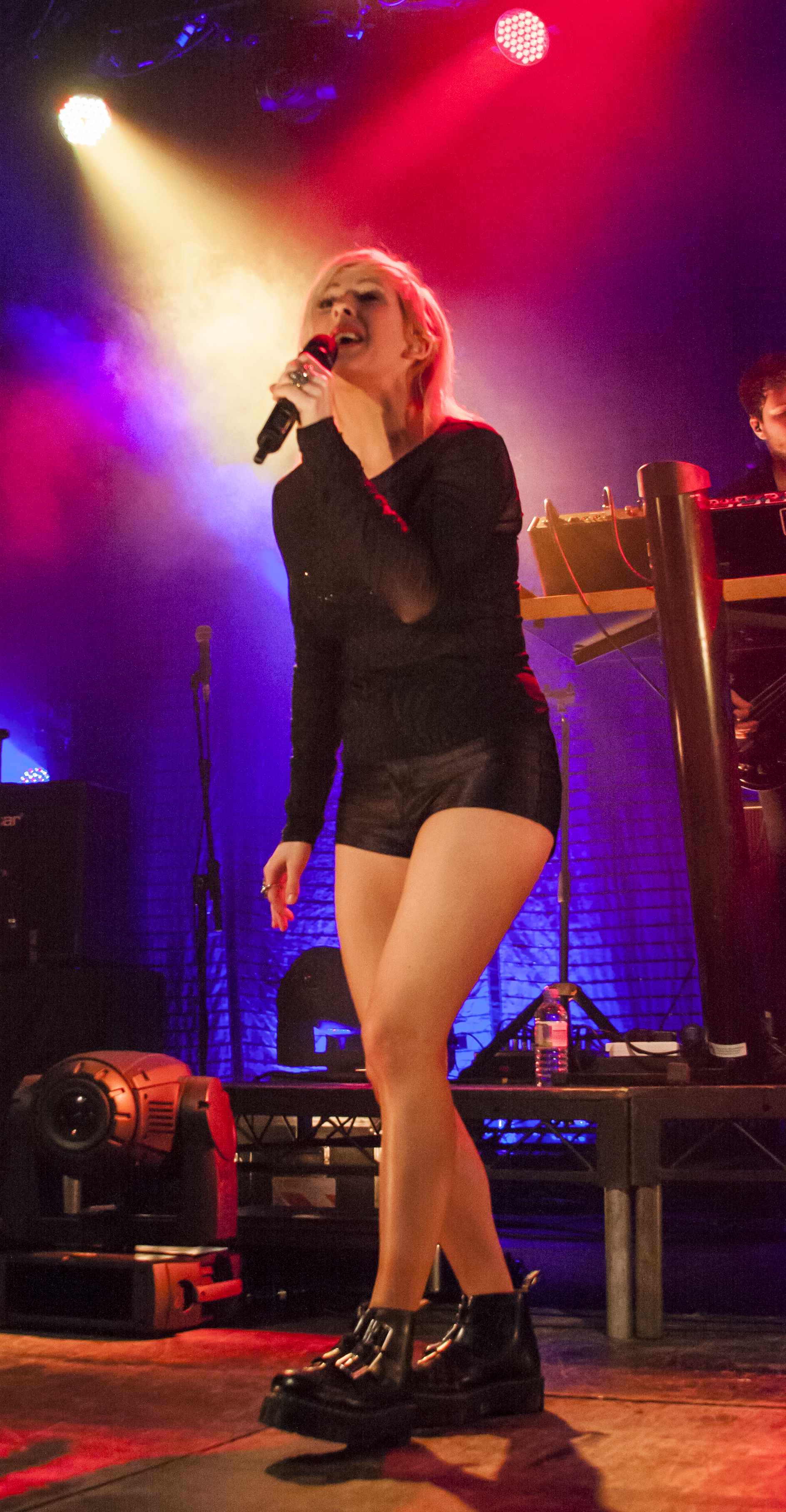
Ellie Goulding podczas trasy koncertowej Halcyon Days Tour w Manchesterze.

Po 1,5-rocznej przerwie, podczas której Lights dostało się do czołówki Billboardu, Goulding wydała utwór „Anything Could Happen”, który dzięki sukcesowi poprzedniej piosenki szybko dostał się na listy przebojów na całym świecie. Osiągnął czołową pozycję – 5. w Wielkiej Brytanii. Druga płyta Goulding – Halcyon została wydana 8 października 2012 roku. Piosenka „I Know You Care” została wykorzystana w promocji filmu Now Is Good. Natomiast utworami promującymi krążek są „Figure 8”, „Explosions” i „I Need Your Love” we współpracy z Calvinem Harrisem.
W lipcu 2013 ukazał się pierwszy singiel z reedycji drugiego albumu – „Burn”. Utwór ten pojawił się między innymi w serialu Pamiętniki wampirów i został pierwszym utworem Goulding, który wbił się na szczyt brytyjskiej listy przebojów. Piosenka zwiastowała reedycję pt. „Halcyon Days”. W serialu Skins wykorzystano utwór „You, My Everything”. Singiel „Lights” wykorzystany został w filmie Spring Breakers (2012). 9 września 2013 wydano teledysk do jej wersji piosenki „How Long Will I Love You”, która zdobyła pozycję 3. w Wielkiej Brytanii. 5 stycznia 2014 roku premierę miał teledysk do singla „Goodness Gracious”.
24 lutego 2014 roku odbyła się premiera singla „Beating Heart”, który promuje film Niezgodna, a 8 stycznia 2015 roku premiera singla „Love Me Like You Do” promującego film Pięćdziesiąt twarzy Greya. 22 stycznia 2015 premierę miał teledysk do piosenki „Love Me Like You Do”.

### 2015-2017: Delirium

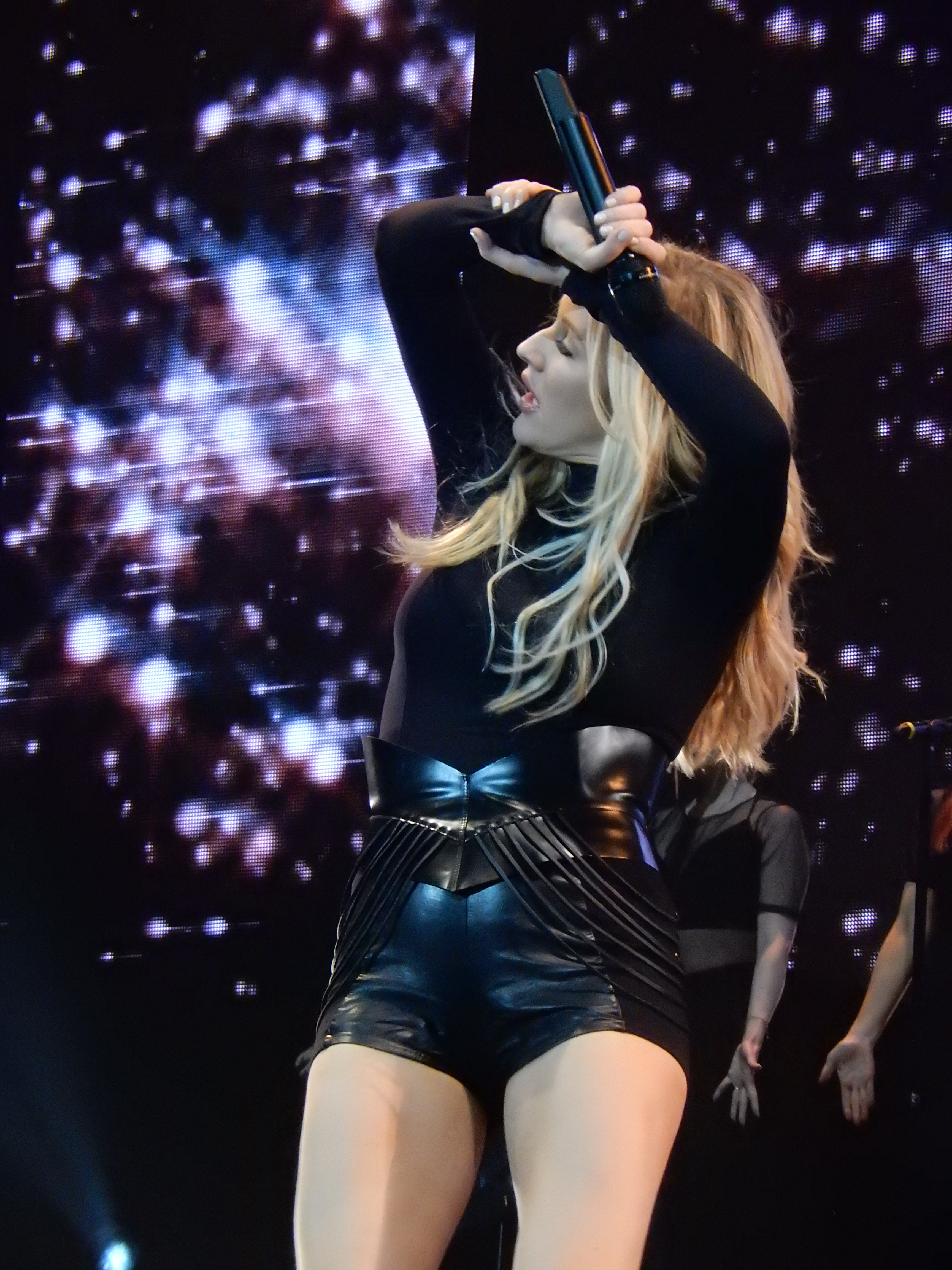
Ellie Goulding podczas trasy koncertowej Delirium World Tour w Londynie.

Oficjalna sprzedaż krążka 6 listopada 2015. Singiel promujący to „On My Mind”. Do produkcji tej płyty zaangażowali się Skrillex, Diplo, Ryan Tedder, Savan Kotecha oraz Max Martin. Standardowy krążek zawiera 16 utworów. W 2016 roku zostały wydane także dwa kolejne single z Delirium: „Army” i „Something In The Way You Move”.
31 sierpnia 2019 poślubiła sprzedawcę dzieł sztuki Caspara Joplinga.

### Od 2018: Brightest Blue
W 2018 r. Goulding dołączyła do Tap Management po prawie dekadzie z First Access Management. Wystąpiła również w duecie z Seanem Paulem w utworze zatytułowanym „Bad Love” z EP „Mad Mad the the Prequel” wydanym 29 czerwca 2018 r.
24 października 2018 r. wydała singiel „Close To Me” we współpracy z Diplo i Swae Lee. 1 stycznia 2019 r. za pośrednictwem The Guardian poinformowała, że jest w trakcie pracy nad czwartym albumem studyjnym, który ma zostać wydany w tym samym roku. 1 marca 2019 wydała kolejny singel „Flux”. Powiedziała o nowym albumie „jest napisany przeważnie przeze mnie”.
12 kwietnia 2019 r. wydała singiel „Sixteen” i kolejny „Hate Me” 26 czerwca we współpracy z raperem Juice Wrld. W lipcu tego samego roku oświadczyła, że kolejnym piosenkami, nad którymi pracuje, są „Woman Am I” i „Start”. W listopadzie ukazała się jej interpretacja świątecznej piosenki Joni Mitchell „River”. Utwór ten wkrótce zdobył pozycję szczytową na UK Singles Chart.
13 marca 2020 Goulding wydała singel „Worry About Me” z gościnnym udziałem Blackbear oraz 21 maja „Power” aby promować czwarty album o wcześniej ujawnionej nazwie „Brightest Blue”.
1 lipca 2020 roku Ellie Goulding wraz z amerykańskim piosenkarzem Lauvem wydała singiel pt. „Slow Granade”.

## Styl muzyczny, głos i inspiracje
Muzyka Ellie Goulding została sklasyfikowana jako electropop, synth-pop, indie pop i folktronica. Jest sopranistką i słynie z wysokiego przeszywającego Vibrato, oddychającego tonu i emocjonalnego przekazu.
W recenzji Halcyon Neil McCormick z gazety The Daily Telegraph opisał jej głos jako:

"Coś wyjątkowego. Jej drżące vibrato i lekko ochrypły tembr dają wrażenie czegoś pierwotnego i ludowego, jej wysokie tony przypominające ptaki, przekazują dziecięcy cud, podczas gdy ciemniejsze tony sugerują starożytną głębię smutku. Śpiewa jakby była naciągnięta na melodię, gaworząc z miejsca rozpaczliwych emocji. To naprawdę najrzadszy i być może najbardziej przypadkowy prezent: oryginalny głos”.

 Następnie odniósł się do jej warstw wokalnych; 

"Producent Jim Eliot umieścił jej głos z przodu, z tyłu i na środku, budując chóralne ściany vibrato, tworząc haczyki z pociętych sampli ćwierkania i pieśni oraz tworząc niezwykłe tekstury z tryli i śpiewów”.

Podczas wywiadu z Carsonem Dalym Goulding sama opisała swój rodzaj głosu:

"Wydaje mi się, że czasami brzmi to tak, jakby mój głos wymykał się spod kontroli... Muszę go naprawdę kontrolować, bo to po prostu wszędzie się rozchodzi. Na przykład czasami wychodzą rzeczy, których się nie spodziewam. Właściwie dużo [...]. To takie zabawne, bo moją ulubioną rzeczą jest naśladowanie śpiewaków operowych, ale nigdy nie miałam lekcji śpiewu. Och, miałam lekcję tylko po to, żeby nauczyć mnie, jak lepiej oddychać, ale tak naprawdę nigdy nie miałam lekcji śpiewu”

Will Hermes z Rolling Stone porównał jej głos do głosu Dolly Parton, stwierdzając, że jej górny rejestr był olśniewający, a jednocześnie uzupełniał jej umiejętności wielowarstwowego wokalu.
Megan Farokhmanesh z magazynu Paste stwierdziła, iż Goulding ma piękny głos, ale od czasu do czasu jej sopranowy wokal uderza w nutę, która rozciera bębenki w uszach. Chociaż chwaliła Goulding ogólnie za jej „talent do wspaniałych, chwytających za serce wokali”.
Goulding jako swoje inspirację muzyczne wymieniła Joni Mitchell, Kate Bush i Björk, ale także współczesnych artystów, takich jak Amy Winehouse, Katy Perry, Lady Gaga, Beyoncé, Burial, Taylor Swift, Bon Iver i Rihanna. Styl muzyczny Goulding został porównany do stylu Kate Nash, Lykke Li i Tracey Thorn.
Debiutancki album Goulding Lights (2010) eksperymentował z gatunkami, w tym indie pop, synthpop, folktronica i indietronica, album zawierał „musujący pop z folkowym sercem i elektronicznym ostrzem” i został określony jako zaraźliwy. Album zawierał gitarę akuztyczną w brzmieniu i „retro-synthpop” w porównaniu do tych z Little Boots i La Roux, podczas gdy produkcja zawierała „folkowe korzenie pod nawałnicą ruchliwych, kolarskich syntezatorów i zaprogramowanych bitów”. Goulding podczas promocji pierwszej płyty koncertowała w Wielkiej Brytanii z amerykańską piosenkarką folkową Lissie.
Drugi album Goulding, Halcyon, podążał w tym samym duchu, włączając w to gatunki takie jak indie pop, synthpop i dream pop. Odeszła od elektronicznego brzmienia swojego poprzedniego albumu i przeszła do bardziej plemiennego i hymnicznego brzmienia, zawierającego nieco więcej pianina i wokalu.

## Dyskografia
- Lights (2010)
- Halcyon (2012)
- Delirium (2015)
- Brightest Blue (2020)
- Higher Than Heaven (2023)

## Trasy koncertowe

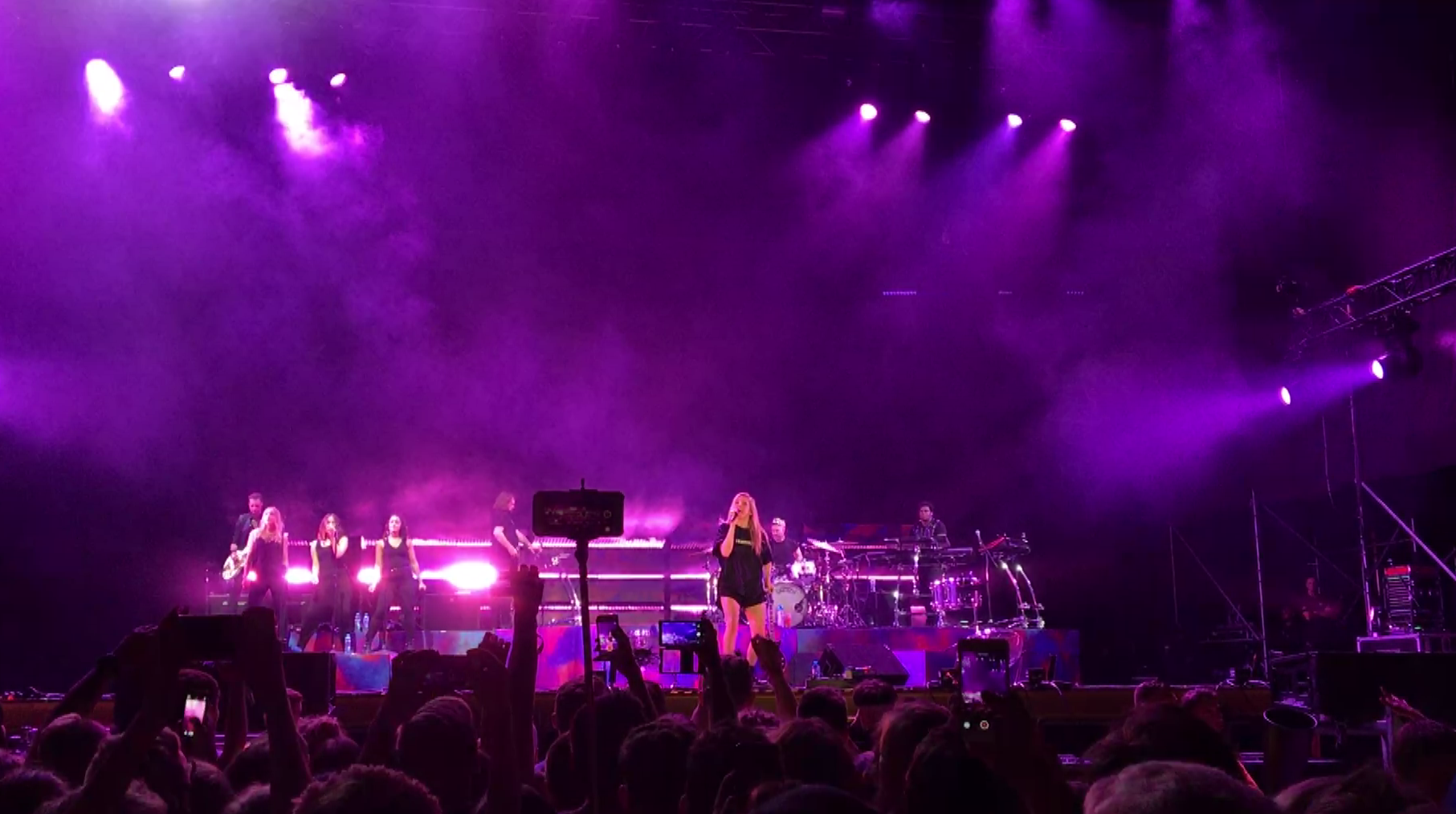
Koncert Ellie Goulding w Krakowie (2017)

### Główne
| Rok       | Liczba koncertów | Nazwa                   | Promowane albumy   | Miejsca koncertów                                               | Ref.   |
| --------- | ---------------- | ----------------------- | ------------------ | --------------------------------------------------------------- | ------ |
| 2010      | 22               | The Lights Tour         | Lights             | Wielka Brytania                                                 | [ 49 ] |
| 2012-2014 | 56               | The Halcyon Days Tour   | Halcyon            | Stany Zjednoczone · Azja · Oceania · Europa · Wielka Brytania   | [ 50 ] |
| 2016-2017 | 88               | Delirium World Tour     | Delirium           | Europa · Stany Zjednoczone · Oceania · Afryka · Wielka Brytania | [ 51 ] |
| 2021      | 7                | Brightest Blue Tour     | Brightest Blue     | Wielka Brytania                                                 | [ 52 ] |
| 2023      | 12               | Higher Than Heaven Tour | Higher Than Heaven | Niemcy, Wielka Brytania, Belgia, Francja                        |        |

### Jako support
- Katy Perry – California Dreams Tour (2011)
- Bruno Mars – Moonshine Jungle Tour (2013)
- Ceremonia otwarcia Expo 2020 (2020)

### Występy w Polsce
Ellie Goulding wraz z zespołem wystąpiła w Polsce 18 sierpnia 2017 roku podczas imprezy Kraków Live Festival. Kolejny jej koncert w Polsce odbył się na Orange Warsaw Festiwal 3 czerwca 2023.